# Euctenurapteryx xenos
Euctenurapteryx xenos là một loài bướm đêm trong họ Geometridae.